# Anta do Paço das Vinhas

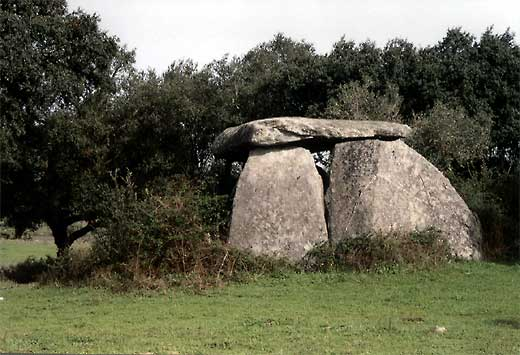
Anta do Paço das Vinhas

Die Anta do Paço das Vinhas (auch Anta do Paço da Vinha oder Anta 1 da Herdade do Paço das Vinhas) ist eine Megalithanlage im südlichen Portugal. Mit ihrer polygonalen Kammer und dem mit 9,3 m ungewöhnlich lang erhaltenen Gang aus 13 stehenden Tragsteinen ist sie ein eindrucksvolles Denkmal in einer guten Verfassung, das bereits im 19. Jahrhundert von E. Cartailhac untersucht und 1910 unter Schutz gestellt wurde. Anta oder Dolmen ist die portugiesische Bezeichnung für etwa 5000 Megalithanlagen, die während des Neolithikums im Westen der Iberischen Halbinsel von den Nachfolgern der Cardial- oder Impressokultur errichtet wurden. 

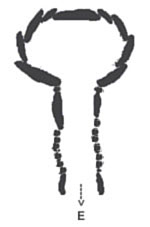
Grundriss einer „breitkammerigen“ Anta

Die Anta liegt an der Straße nach Canaviais, nördlich von Évora im Alentejo. Sie ist im „Roteiro megalitico“ der Stadtverwaltung Évora unter „Azaruja-Tour No. 15“ aufgeführt. Die Breitkammer aus sieben Tragsteinen mit einer Grundfläche von 4,4 × 3,1 m mit erhaltenem Deckstein auf dem sich viele Schälchen befinden, ist etwa zwei Meter hoch. 